# Fudō-in (Hiroshima)

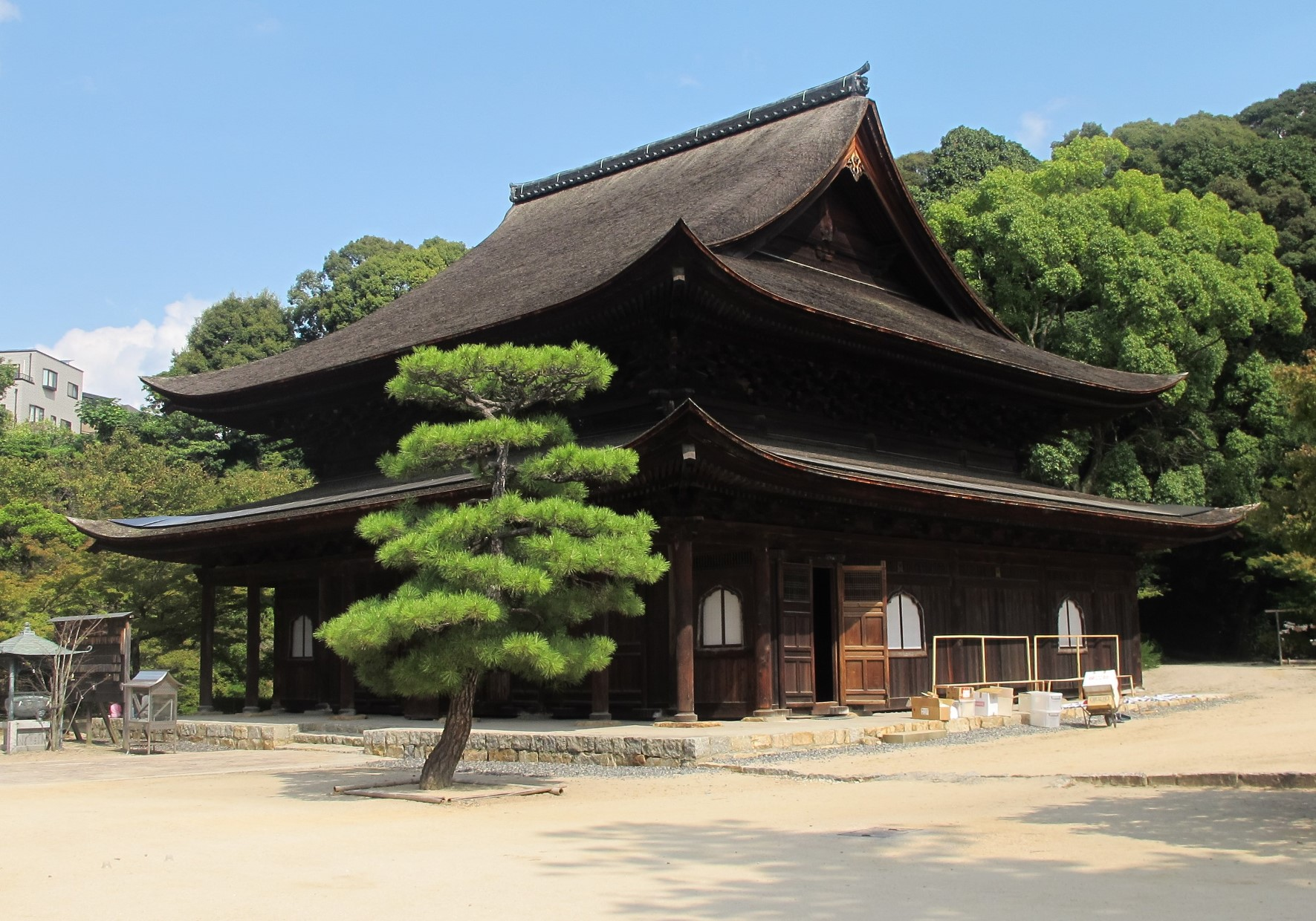
Fudō-in Haupthalle

Das Fudō-in (japanisch 不動院) ist ein alter Tempel im Zen-Stil am einstmaligen nördlichen Stadtrand im heutigen Bezirk Higashi („Ost“) der Stadt Hiroshima, Japan. Er hat den Atombombenabwurf 1945 nahezu unbeschädigt überstanden.

## Geschichte
Die Gründung des Tempels soll auf Gyōki zurückgehen. Vom Stil der Hauptkultfigur Yakushi nyorai kann man auf die Heian-Zeit schließen. Der Tempel wurde von Ashikaga Takauji (1305–1358), dem Bruder von Tadayoshi (1306–1352), zur Erinnerung an die Gefallenen der Kriege jener Zeit als Gedenktempel Ankoku-ji (安国寺) der Provinz Aki bestimmt. Der Ankoku-ji kam unter den Schutz des Takeda-Klans, der in Aki regierte. Dann aber verlor der Tempel an Einfluss und brannte in der Sengoku-Zeit weitgehend ab. 
Der Zen-Priester Ankokuji Ekei (安国寺 恵瓊, ca. 1539–1600) konnte dann den Tempel wieder aufbauen und zu neuer Blüte führen. Ekei war auch in diplomatischen Diensten für die Mōri tätig, die nun die Gegend regierten und unter Toyotomi Hideyoshi zu bedeutenden Daimyō aufstiegen. Als Ekei, der auf der Seite von Hideyoshi und dessen Sohn Hideyori stand, nach der Schlacht von Sekigahara sein Leben verlor, verlor der Tempel abermals an Bedeutung. 
Kurz danach mussten die Mōri, die Gegner der Tokugawa gewesen waren, Gebiete aufgeben und sich mit Yamaguchi bescheiden. Dafür kam Fukushima Masanori (1561–1624) als neuer Daimyō nach Hiroshima. Er bestellte den Priester Yōchin zum Abt des Tempels, der nun von einem Zen-Tempel zu einem Tempel des Shingon-Buddhismus umgewandelt wurde. Gleichzeitig erhielt der Tempel seinen heutigen Namen. Auch die folgenden Herrscher in Hiroshima, die Asano, unterstützten den Tempel.
Der Tempel überstand in der Meiji-Zeit die Anti-Buddhismus-Bewegung und auch im Zweiten Weltkrieg, als am 6. August die Atombombe fiel, wurde nur das Dach des vom Detonationspunkt 3,9 km entfernten Tempels von den Druckwellen der Explosion beschädigt. Auch neigte sich ein Pfeiler, aber insgesamt blieb der Tempel erhalten.

## Die Anlage
(⦿ = Nationalschatz, ◎ = Wichtiges Kulturgut Japans)
- ◎ Das Tempeltor wird als Rōmon (楼門) bezeichnet, ähnelt mit seinem Zwischendach aber eher einen zweistöckigen Tor, einem Nijūmon. Aufgestellt sind dort zwei ◎ Niō, die mit Inschriften auf das Jahr 1274 datiert werden können.
- ⦿ Die Haupthalle (金堂, kondō), ursprünglich in der Mitte des 16. Jahrhunderts gebaut vom gebildeten General Ōuchi Yoshitaka (1507–1551) in Yamaguchi, wurde bald nach der Fertigstellung an den jetzigen Ort gebracht. Es ist die größte, noch heute existierende Halle im Zen-Stil in Japan. 1958 zum Nationalschatz erhoben. Verehrt wird ◎ Yakushi nyorai im typischen Jōjō-(定朝, ?–1057)-Stil der Heian-Zeit. Er wurde bereits 1917 zum Wertvollen Kulturgut erhoben.
- ◎ Der Glockenturm (鐘楼, shōrō) wurde 1423 erbaut und hat im unteren Teil ein besonders ausgeprägte Schürzenform.
- ◎ Die Tempelglocke (梵鐘, bonshō) stammt aus Korea der frühen Kōryō-Zeit. Sie wurde von Priester Ekei Ende des 16. Jahrhunderts aus dem Korea-Krieg mitgebracht. Auf der Glocke sind die Reliefs von vier himmlischen Nymphen zu sehen.

## Bilder

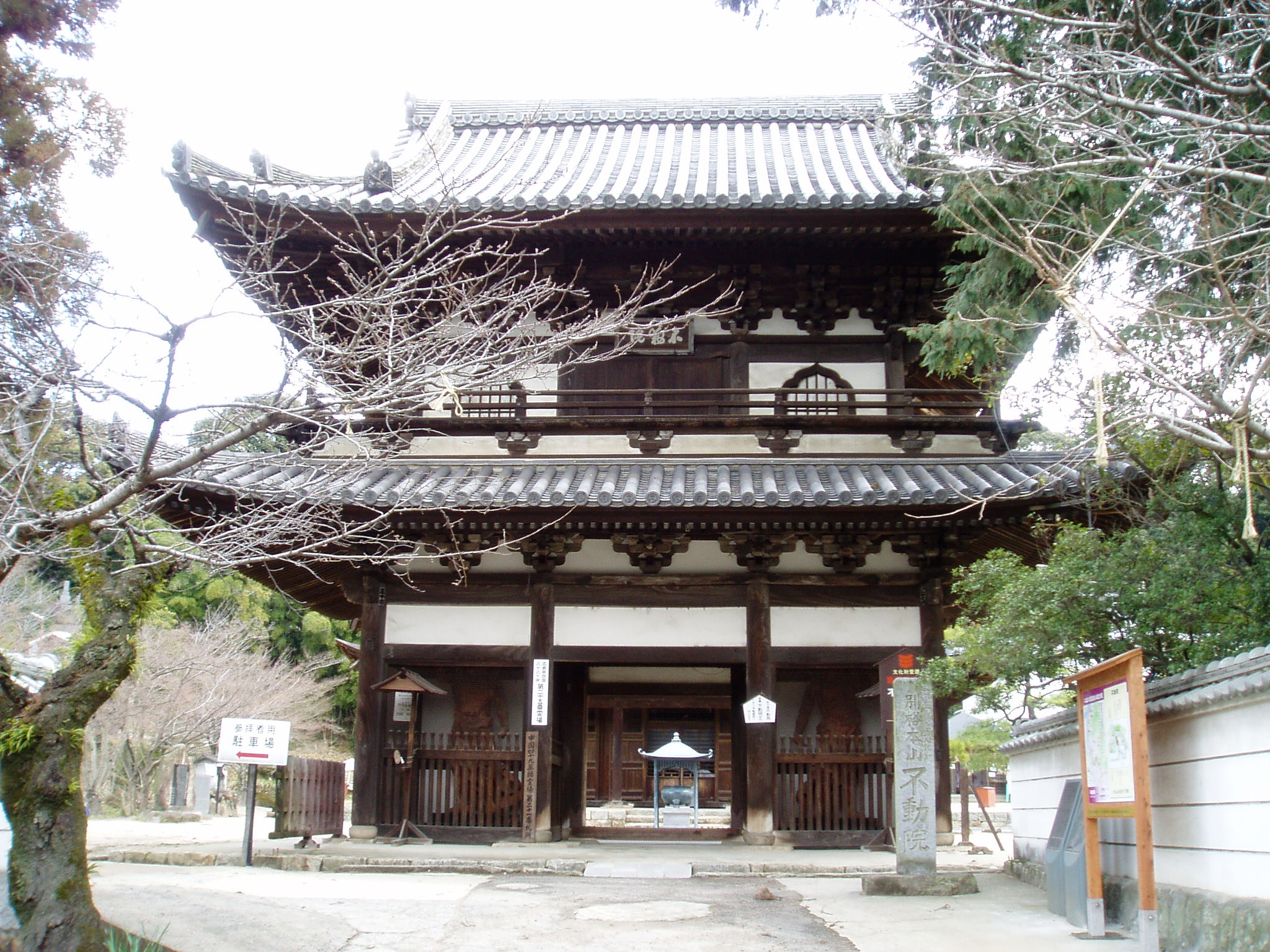
Tempeltor
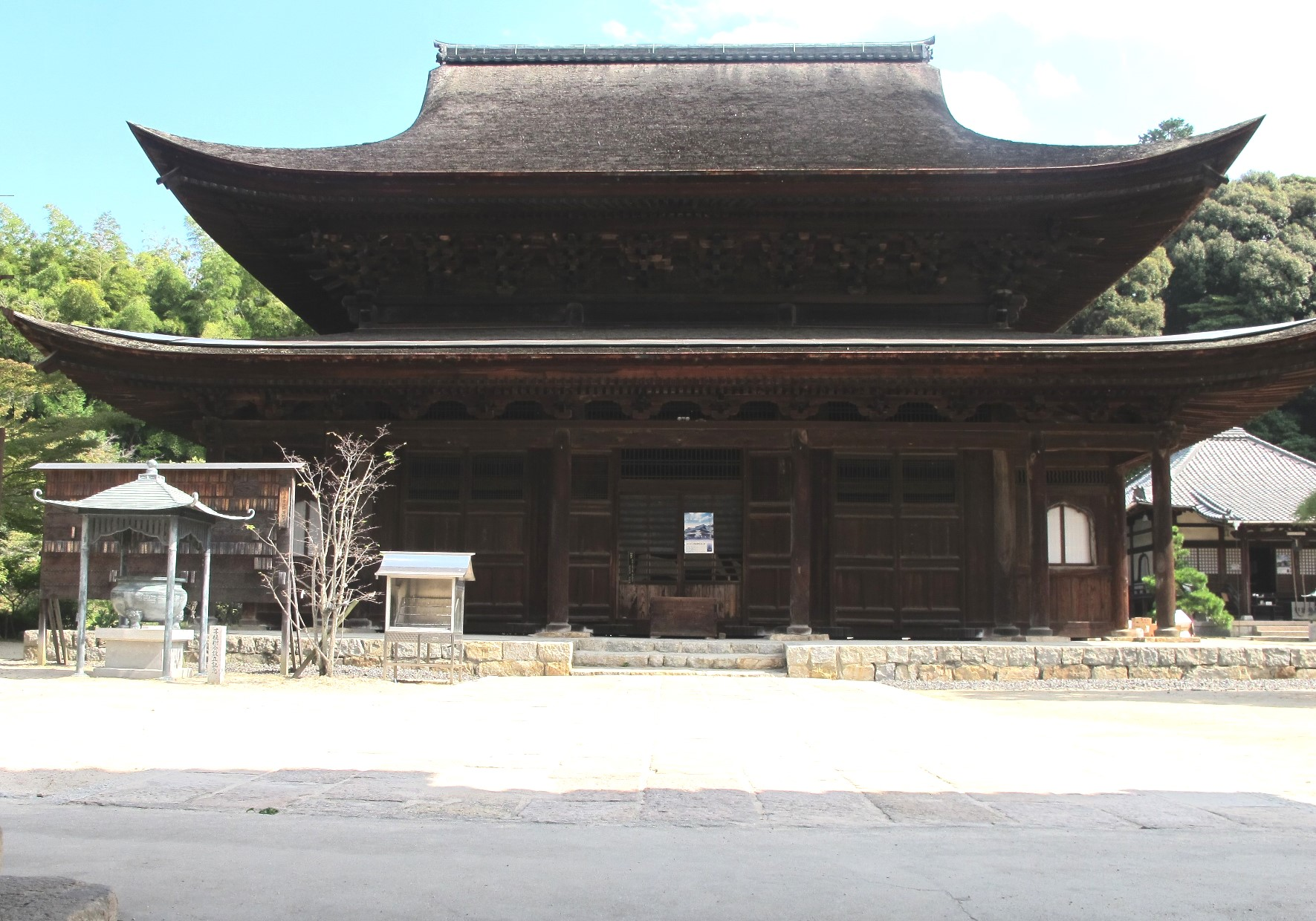
Haupthalle
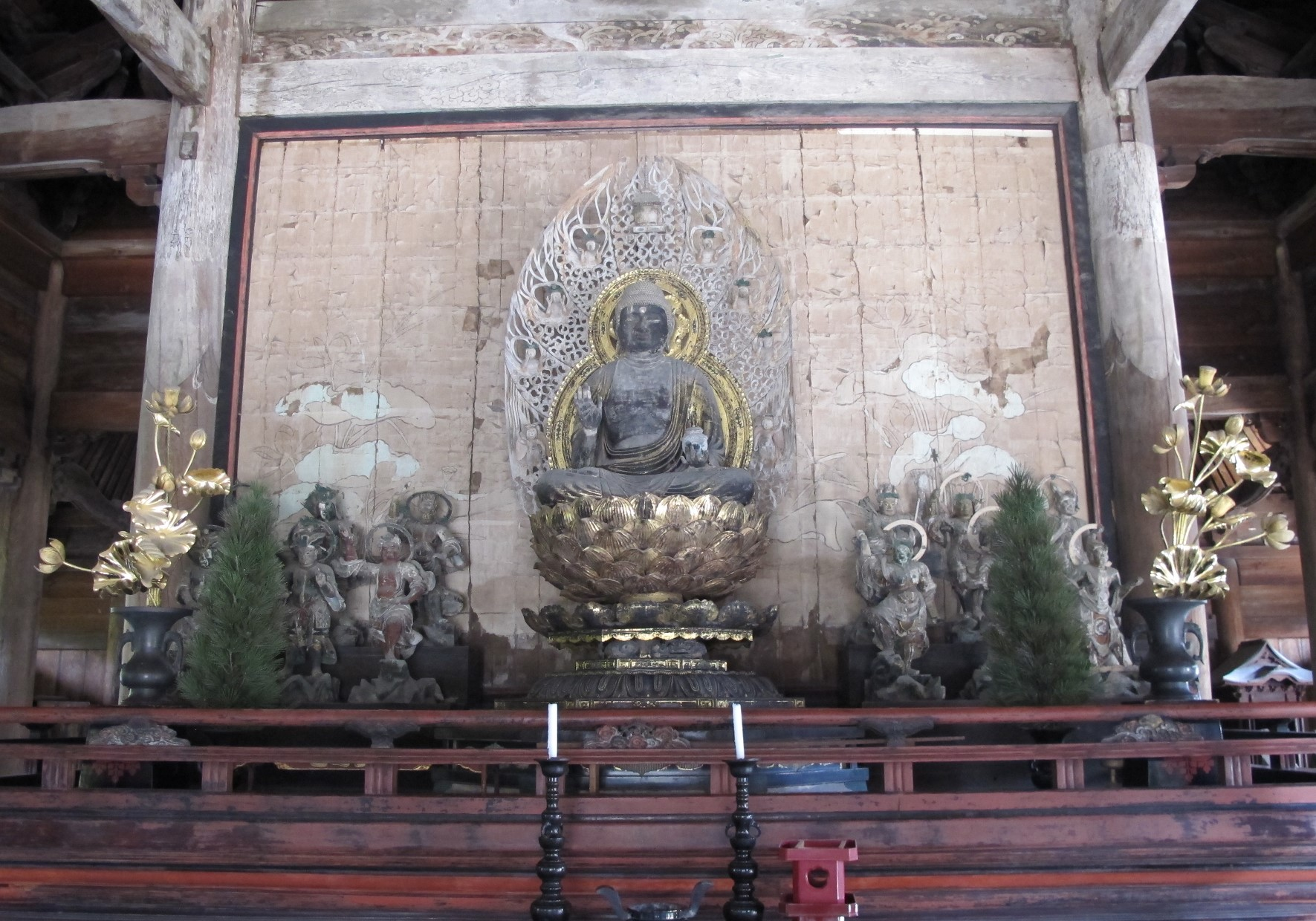
Altar in der Haupthalle
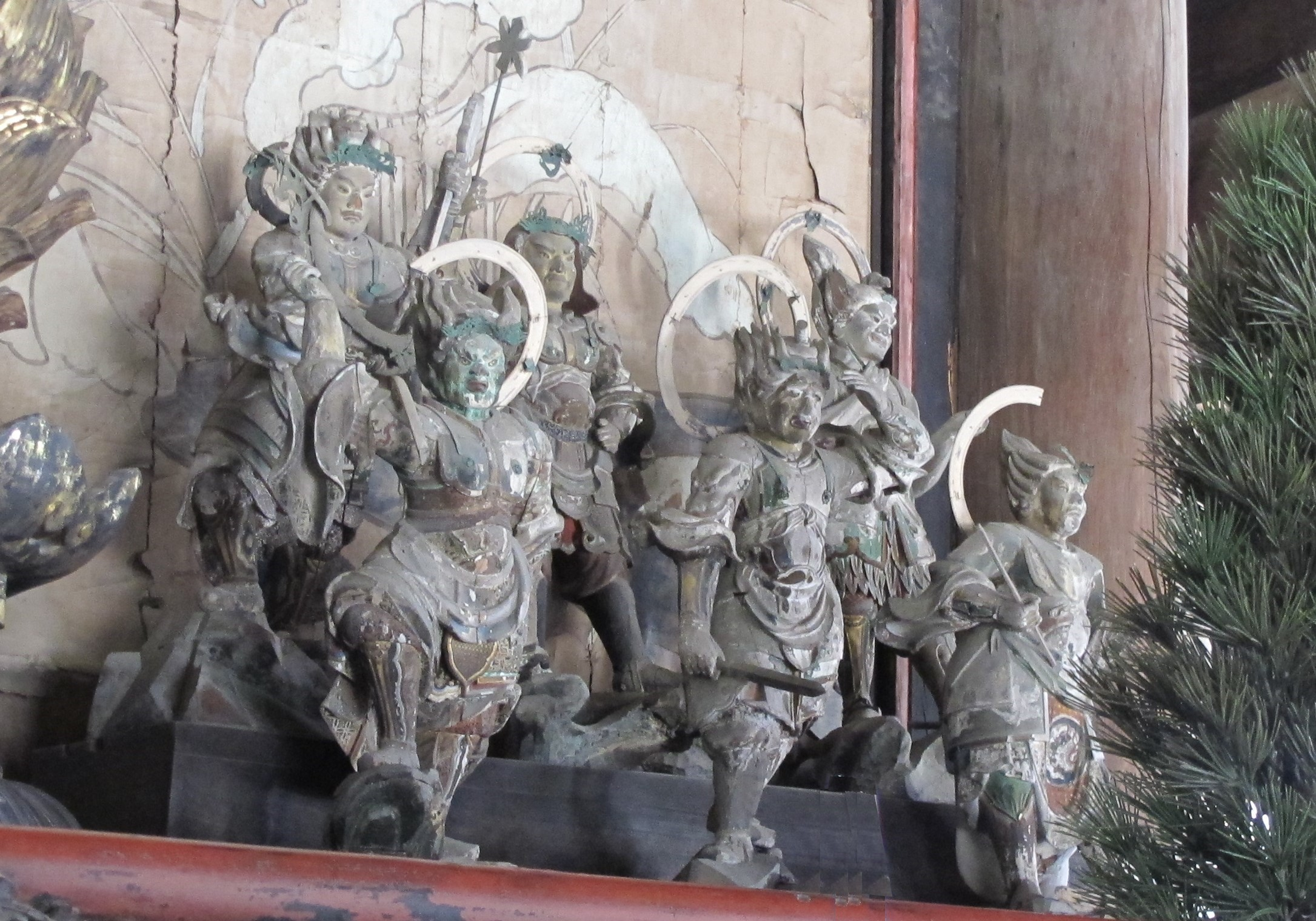
Gruppe von sechs Himmlischen Generälen
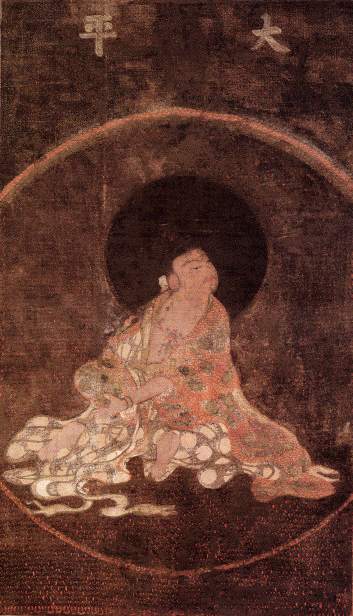
Dainichi nyorai
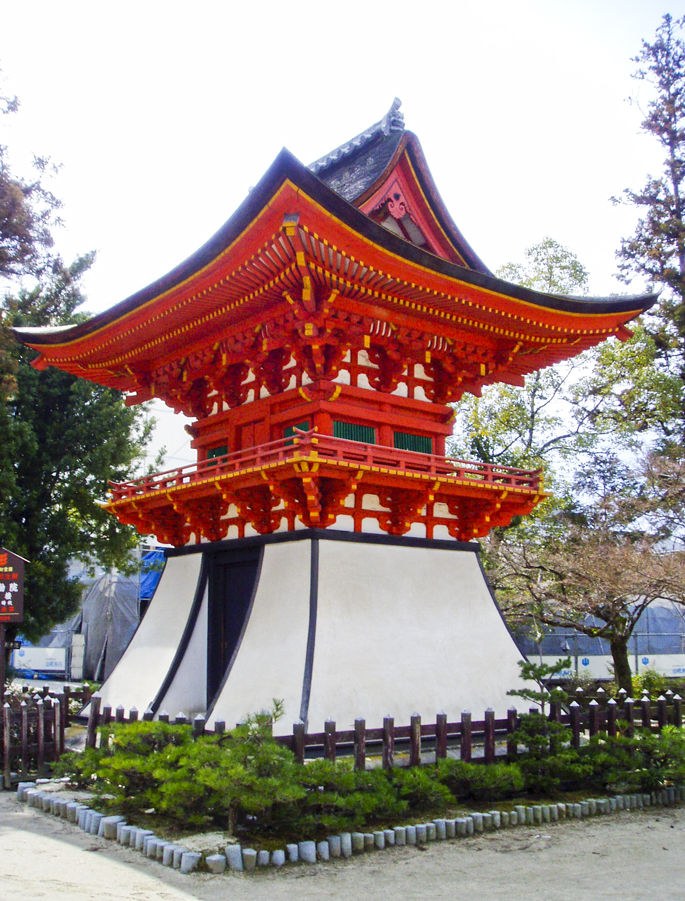
Glockenturm